# Ghana aux Jeux olympiques
Le Ghana participe pour la première fois aux Jeux olympiques en 1952 à Helsinki, alors qu'elle est encore une colonie britannique sous le nom de Côte-de-l'Or.
Le Ghana ne participe pas aux Jeux olympiques d'été de 1956 et boycotte les Jeux olympiques d'été de 1976 pour protester contre la participation de la Nouvelle-Zélande, son équipe de rugby à XV ayant fait une tournée dans une Afrique du Sud subissant l'apartheid. Il boycotte aussi les Jeux olympiques d'été de 1980 de Moscou. Par la suite, le Ghana a envoyé une équipe à chaque édition des Jeux olympiques d'été et participe pour la première fois aux Jeux olympiques d'hiver en 2010.
Le Ghana remporte sa première médaille olympique aux Jeux olympiques d'été de 1960 à Rome où le boxeur Clement Quartey gagne une médaille d'argent en poids super-légers.

## Tableau des médailles
| Jeux           | Médaille d'or, Jeux olympiques | Médaille d'argent, Jeux olympiques | Médaille de bronze, Jeux olympiques | Total |
| -------------- | ------------------------------ | ---------------------------------- | ----------------------------------- | ----- |
| Rome 1960      | 0                              | 1                                  | 0                                   | 1     |
| Tokyo 1964     | 0                              | 0                                  | 1                                   | 1     |
| Munich 1972    | 0                              | 0                                  | 1                                   | 1     |
| Barcelone 1992 | 0                              | 0                                  | 1                                   | 1     |
| Total          | 0                              | 1                                  | 3                                   | 4     |

| Place | Sport    | Médaille d'or, Jeux olympiques | Médaille d'argent, Jeux olympiques | Médaille de bronze, Jeux olympiques | Total |
| ----- | -------- | ------------------------------ | ---------------------------------- | ----------------------------------- | ----- |
| 1     | Boxe     | 0                              | 1                                  | 2                                   | 3     |
| 2     | Football | 0                              | 0                                  | 1                                   | 1     |
|       | Total    | 0                              | 1                                  | 3                                   | 4     |